# José Antonio Domínguez
José Antonio Domínguez (n. Juticalpa, Olancho, Honduras; 2 de febrero de 1869-ibidem; 5 de abril de 1903) fue un reconocido abogado y escritor de poesía hondureño.

## Biografía

### Inicios
José Antonio Domínguez nació en la ciudad de Juticalpa, Departamento de Olancho el 2 de febrero de 1869. Pasó a estar bajo la tutela de sus tías Mercedes, Carlota y Aurora tras el fallecimiento de su padre. Debido a su excelente desempeño académico, el pedagogo cubano Francisco de Paula Flores le otorgó una beca para realizar sus estudios secundarios en la ciudad capital Tegucigalpa.

### Vida profesional
Estudió en la Universidad del Estado de Honduras (hoy Universidad Nacional Autónoma de Honduras), donde se recibió como Licenciado en Jurisprudencia y Ciencias Políticas. Está considerado como uno de los escritores más destacados durante la Reforma Liberal de 1876 (finales del siglo XIX), la cual estaba encabezada por Marco Aurelio Soto y Ramón Rosa. Fue contemporáneo con grandes escritores como Juan Ramón Molina y Froilán Turcios, con quienes fundó la Sociedad Literaria La Juventud Hondureña.
Desempeñó altos cargos dentro de la administración pública de Honduras, destacándose durante el mandato de Marco Aurelio Soto como «Subsecretario de Estado» en el Ministerio de Instrucción Pública. Dentro de su faceta artística perteneció a una generación de destacados escritores modernistas y romanticistas en Honduras a finales del siglo XIX. Fue influenciado por escritores como Manuel José Quintana, José de Espronceda y José Zorrilla.
Entre sus más destacadas obras están las siguientes: Amorosa, Humana, La Musa Heroica, Hojas, A Juticalpa, Himno Marcial, Canto a la Libertad, Himno a la Materia y Camafeos Patrios entre otras.

### Muerte
El 5 de abril de 1903, a sus 34 años de edad se suicidó con un disparo en el pecho.

## Obras

### Publicadas
- Amorosa
- Humana
- La Musa Heroica
- Hojas
- Toques
- Los Verdugos
- A Juticalpa
- Sueño Rojo
- La Risa
- El Buey
- Elevación Olímpica
- Himno Marcial
- Canto a la Libertad
- Himno a la Materia
- Camafeos Patrios

### Inéditas
- Primaverales
- Últimos Versos